# Motor sin núcleo

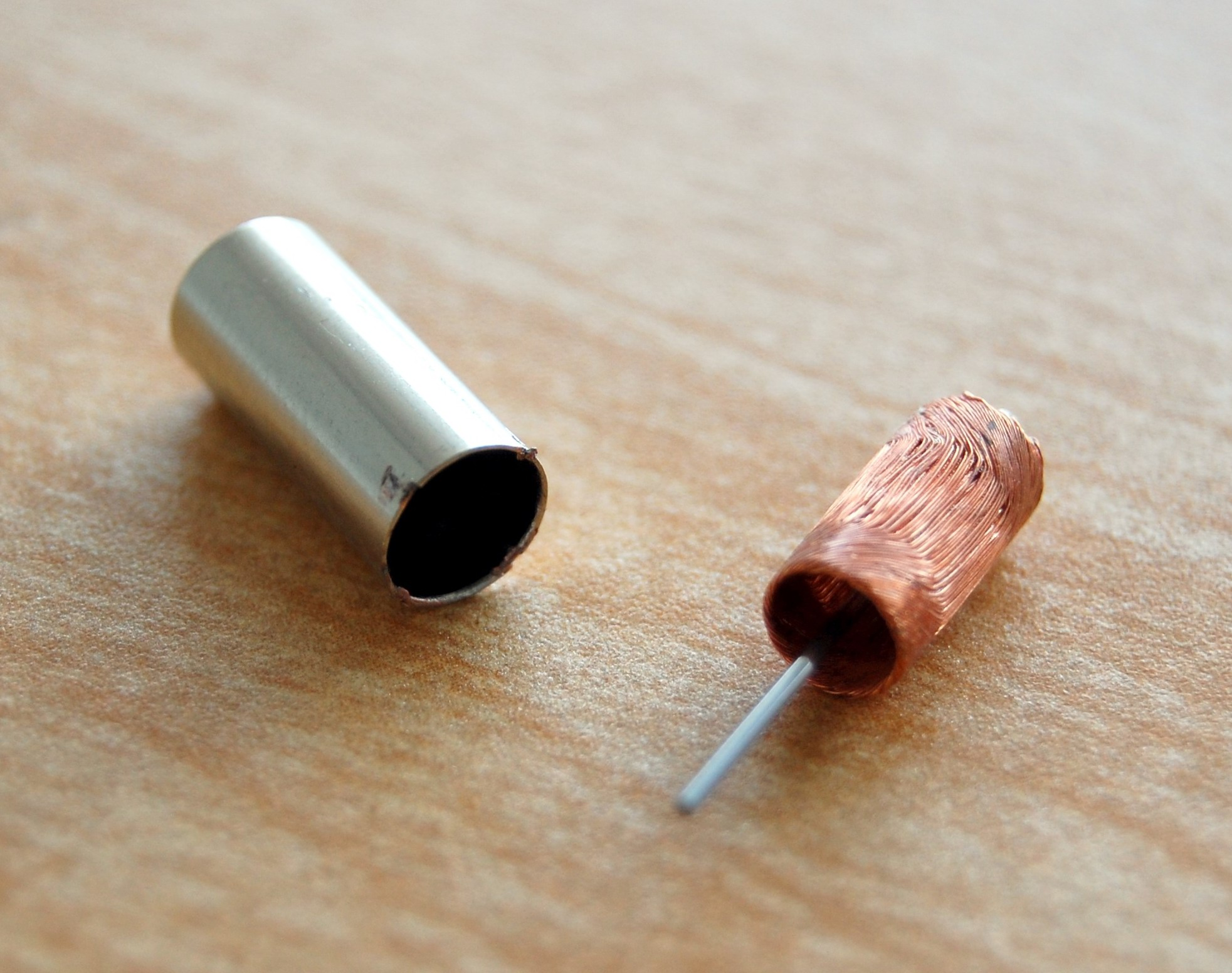
Un pequeño motor de corriente directa sin núcleo.

Cuando se necesita un motor eléctrico de baja inercia (arranque y parada muy cortos), se elimina el núcleo de hierro del rotor, lo que aligera su masa y permite fuertes aceleraciones, se suele usar en motores de posicionamiento (p.e. en máquinas y automática).
Para optimizar el campo magnético que baña el rotor, para motores que requieren cierta potencia, se puede construir el rotor plano en forma de disco, similar a un circuito impreso en el que las escobillas rozan ortogonalmente sobre un bobinado imbricado que gira entre imanes permanentes colocados a ambos lados del disco.
- Datos: Q6024800